# Pereskotten
Pereskotten ist eine Ortslage in der bergischen Großstadt Solingen. Ihr Name geht auf einen gleichnamigen Schleifkotten am Ufer des Weinsberger Baches zurück, der zunächst als Birmingham bezeichnet wurde.

## Lage und Beschreibung
Pereskotten befindet sich abseits der geschlossenen städtischen Bebauung im Solinger Stadtbezirk Burg/Höhscheid. Der Ort liegt an einem östlichen Talhang des Weinsbergtals, durch ihn hindurch führt die nach ihm benannte Peresstraße. Pereskotten besteht nur aus wenigen Wohnhäusern, die von Waldflächen umgeben sind. Am Ufer des Baches befand sich einst der Pereskotten, der der Ortslage seinen Namen gab. Reste des Kottens sind jedoch kaum noch erkennbar. Westlich befinden sich der evangelische Friedhof Regerstraße, die Teppichsiedlung Regerstraße sowie die Kleingartenanlage Weinsbergtal. Auf einem Höhenzug im Osten befinden sich die Wohngebiete rund um Elsterbusch und Vockert.
Benachbarte Orte sind bzw. waren (von Nord nach West): Platzhof, Platzhofermühle, Schallbruchs- und Königsmühle, Elsterbusch, Bünkenberg, Vockert, Grünental, Bechershäuschen, Hingenberg und Weinsberg.

## Geschichte
Peter Daniel Peres (1776–1845) erbaute am Ende des 18. Jahrhunderts einen Schleifkotten am Ufer des Weinsberger Baches. Es handelte sich dabei um ein einfaches, kleines Fachwerkhaus. In diesem stellte er als erster im Solinger Raum feine Taschen- und Rasiermesser her. Außerdem erfand er eine schwarze Stahlpolitur, mit der er der in Großbritannien entwickelten Politur Konkurrenz machen wollte. Den Kotten nannte er Birmingham, angelehnt an den Firmensitz des britischen Unternehmens Smith & Sons, einer der damals berühmtesten Stahlwarenfabriken Großbritanniens.
Der Name des Kottens ging später auf den benachbarten Ort über. Die Topographische Aufnahme der Rheinlande von 1824 verzeichnet den Schleifkotten lediglich unbenannt, während die Preußische Uraufnahme von 1844 den Ort als Birmingham bezeichnet. In der Karte vom Kreise Solingen des Solinger Landmessers C. Larsch aus dem Jahr 1875 ist der Ort als Pereskotten verzeichnet. Auch die Preußische Neuaufnahme von 1893 verzeichnet den Ort als Pereskotten.
Der Ort gehörte zur 1815 gegründeten Bürgermeisterei Dorp, die 1856 das Stadtrecht erhielt, und lag dort in der Flur VII. Schlicken. Die Bürgermeisterei beziehungsweise Stadt Dorp wurde nach Beschluss der Dorper Stadtverordneten zum 1. Januar 1889 mit der Stadt Solingen vereinigt. Damit wurde Pereskotten ein Ortsteil Solingens.
Der Schleifkotten brannte im Jahre 1911 ab und wurde nicht wieder aufgebaut. Der Ortsname Pereskotten ist bis heute im Solinger Stadtplan verzeichnet, er ist in Form der Peresstraße auch als Straßenname vorhanden.
Der im Bereich Pereskotten zuvor verrohrt fließende Weinsberger Bach wurde ab 2009 durch die Stadt Solingen renaturiert. Bestandteil der Baumaßnahme war auch die Schaffung einer natürlichen Retentionsfläche für bis zu 1300 Kubikmeter Wasser für den Hochwasserschutz.